# Dicranomyia ambrosiana
Dicranomyia ambrosiana är en tvåvingeart som först beskrevs av Alexander 1962.  Dicranomyia ambrosiana ingår i släktet Dicranomyia och familjen småharkrankar. Inga underarter finns listade i Catalogue of Life.